# Mihai Roman
Mihai Roman (Brașov, 16 de octubre de 1984) es un exfutbolista profesional rumano que jugaba como centrocampista y fue internacional absoluto por Rumania.

## Trayectoria
Roman comenzó su carrera futbolística a la edad de 17 años. Se abrió camino trabajando duro, con la ayuda de Razvan Lucescu, su exentrenador del FC Braşov. Antes de firmar por el Braşov, Roman estuvo vinculado con otros clubes de la Liga I como el FC Vaslui y Otelul Galati. Después de dos grandes temporadas, recibió su primera convocatoria para Rumania en junio de 2009. El 27 de junio de 2010, fichó por el Rapid Bucureşti junto con su compañero de equipo Sabrin Sburlea.

## Clubes
| Club                  | País    | Año       |
| --------------------- | ------- | --------- |
| F. C. Cetatea Suceava | Rumania | 2005-2007 |
| F. C. Braşov          | Rumania | 2007-2010 |
| Rapid Bucureşti       | Rumania | 2010-2013 |
| Toulouse F. C.        | Francia | 2013-2016 |
| F. C. Botoșani        | Rumania | 2016-2018 |
| FCSB                  | Rumania | 2018-2019 |
| F. C. Botoșani        | Rumania | 2019-2023 |